# 日進市立日進中学校
日進市立日進中学校（にっしんしりつにっしんちゅうがっこう）は、愛知県日進市にある公立中学校。

## 歴史
- 1947年（昭和22年）4月1日 - 日進村立日進中学校として開校[1]。
- 1958年（昭和33年）1月1日 - 町制施行に伴い、日進町立日進中学校に名称を変更[1]。
- 1960年（昭和35年）4月1日 - 青葉分校を設立[1]。
- 1978年（昭和53年） - 日進町立日進西中学校を分離する。
- 1981年（昭和56年） - 日進町立日進東中学校を分離する。
- 1994年（平成6年）10月1日 - 市制施行に伴い、現校名に名称を変更[1]。
- 2013年（平成25年） - 日進市立日進北中学校を分離する。

## 通学区域
- 日進市立北小学校区および日進市立南小学校区[2]
  - 自転車通学は2020年度より廃止して、すべての地域で徒歩通学に変更した。

## 学区内の主な施設
- 日進市役所[3]
- 尾三消防本部日進消防署[3]
- 岩崎城跡公園[3]
- 日進市スポーツセンター
- 日進市立図書館
- 日進市民会館

## 部活動
- 野球部
- サッカー部
- ソフトボール部
- 軟式テニス部
- 剣道部
- 卓球部
- バレーボール部
- バスケットボール部
- 陸上部
- 吹奏楽部
- 美術部
- パソコン部
- 放送部
- 文芸部

## アクセス
- 名鉄豊田線 日進駅から徒歩30分
- くるりんばす 市役所バス停・名鉄バス日進中央線 日進市役所バス停から徒歩5分

## 周辺施設
- 名古屋ゴルフ倶楽部・和合コース